# Filosof

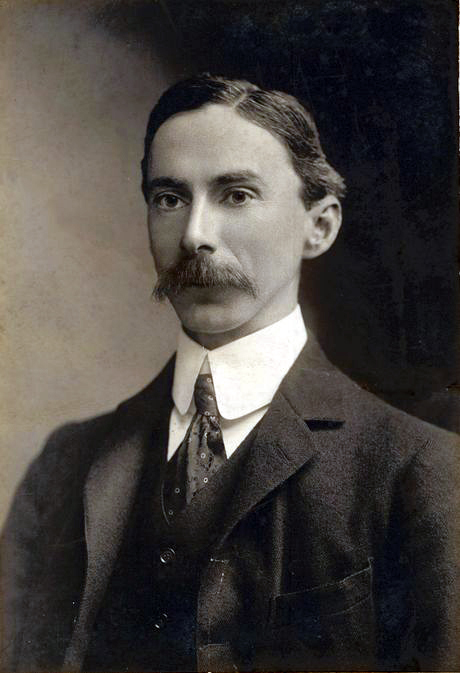
Bertrand Russell, en av 1900-talets främsta filosofer och logiker, 1907.

En filosof är en person som yrkesmässigt ägnar sig åt filosofi. Ordet härrör från grekiskans philos och sofia, betydande "vän av visdom".
Ända sedan antiken har det funnits människor som kallat sig filosofer. Från början gällde det huvuddelen av vetenskapsmän och tänkare, men allteftersom filosofin avsöndrades i specialvetenskaper, till exempel fysik, biologi och sociologi, kom specialvetenskapens företrädare mer sällan att se sig som filosofer, och kallade sig i stället för till exempel fysiker, biologer och sociologer.
Många av de filosofiska utövarna är akademiker, men filosofin har också en stor andel nyskapande och för ämnet betydelsefulla personer som funnits utanför, eller i utkanten av, den akademiska världen. Kant och Hegel är visserligen eminenta akademiker, men de uppvägs av icke-akademiker såsom Hume, Nietzsche och Frege.

## Kvinnliga filosofer?

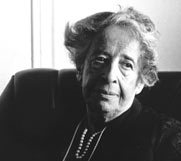
Hannah Arendt, framstående tysk filosof med inriktning på politisk filosofi, 1975.

En evident iakttagelse av filosofihistorien är att den stora majoriteten av berömda filosofer, som beskrivs i en typisk bok om filosofins historia, är män. Detta kan bero på att kvinnor historiskt sett inte fått möjlighet till det intellektuella utbyte, som krävs för att ge bidrag till filosofin, och/eller att män favoriserar män när de skriver historia.
Bakom detta har det också funnits en föreställning om att kvinnor inte är förnuftiga och rationella. Den australiensiska feministen Genevieve Lloyd redogör för denna systematiska misogyni i sitt idéhistoriska verk Det manliga förnuftet (1984; svensk översättning 2005). En tänkare, som har ifrågasatt och förlöjligat uppfattningen om att män skulle vara intellektuellt överlägsna kvinnor, är den amerikanske kritikern H.L. Mencken, som i boken In Defense of Women (1918) argumenterade för den motsatta åsikten, att kvinnor besitter visdom och sunt förnuft i långt större utsträckning än män.
I dag är det allt vanligare att kvinnor studerar filosofi, har höga akademiska positioner och är berömda för forskningsbidrag. Kvinnliga filosofer från historien omnämns och hyllas alltmer, däribland Hypatia, Christine de Pizan och Mary Wollstonecraft. Under 1900-talet var Simone de Beauvoir, Ayn Rand, Philippa Foot och Hannah Arendt fyra framstående filosofer. Bland nu levande filosofer märks Susan Haack, berömd bland annat för bidrag till logik och kunskapsteori, samt Martha Nussbaum, känd för sina bidrag inom såväl antik filosofi som lag och etik.

## Framstående filosofer

### Antiken
| - Aristoteles - Augustinus - Marcus Aurelius - Cicero - Demokritos - Diogenes - Epikuros - Herakleitos - Hypatia - Parmenides från Elea - Platon | - Plotinos - Plutarchos - Pyrrhon - Pythagoras - Seneca - Sokrates - Thales - Zarathustra - Zenon från Elea - Zenon från Kition |

### Medeltiden
| - Anselm - Thomas av Aquino - Averroës - Avicenna - Roger Bacon - Hildegard av Bingen | - Boethius - Bonaventura - Franciskus - Maimonides - William Ockham - Christine de Pizan |

### Renässansen
| - Francis Bacon - Giordano Bruno - Tommaso Campanella - Erasmus | - Niccolò Machiavelli - Giovanni Pico della Mirandola - Thomas More - Leonardo da Vinci |

### Tidigmodern tid
| - George Berkeley - Edmund Burke - René Descartes - Thomas Hobbes - David Hume - Immanuel Kant - Gottfried Wilhelm von Leibniz - John Locke - Joseph de Maistre | - Michel de Montaigne - Montesquieu - Blaise Pascal - Jean-Jacques Rousseau - Adam Smith - Baruch Spinoza - Giambattista Vico - Voltaire - Mary Wollstonecraft |

### 1800-tal
| - Ralph Waldo Emerson - Friedrich Engels - Gottlob Frege - Georg Wilhelm Friedrich Hegel - William James - Søren Kierkegaard - Karl Marx - John Stuart Mill | - Friedrich Nietzsche - Pierre-Joseph Proudhon - Friedrich Schiller - Arthur Schopenhauer - Herbert Spencer - Max Stirner - Henry David Thoreau - Alexis de Tocqueville |

### 1900-tal
| - Theodor Adorno - Hannah Arendt - Jean Baudrillard - Simone de Beauvoir - Walter Benjamin - Isaiah Berlin - Martin Buber - Albert Camus - Gilles Deleuze - Jacques Derrida - Michel Foucault - Hans-Georg Gadamer - René Guénon - René Girard - Kurt Gödel - Martin Heidegger - Edmund Husserl - Karl Jaspers | - Carl Gustav Jung - Jiddu Krishnamurti - Emmanuel Levinas - George Edward Moore - Arne Næss - Karl Popper - Willard Van Orman Quine - Ayn Rand - John Rawls - Paul Ricœur - Bertrand Russell - George Santayana - Jean-Paul Sartre - Carl Schmitt - Oswald Spengler - Leo Strauss - Simone Weil - Ludwig Wittgenstein |

### Samtida filosofer
| - Alain de Botton - Judith Butler - Noam Chomsky - Hélène Cixous - Daniel Dennett - Jürgen Habermas - Byung-Chul Han - Sam Harris | - Thomas Nagel - Martha Nussbaum - Jordan Peterson - Roger Scruton - John Searle - Peter Singer - Charles Taylor - Slavoj Žižek |

## Svenska filosofer
| - Alf Ahlberg - Kurt Almqvist - Jonna Bornemark - Nick Bostrom - Christopher Jacob Boström - Sven Ove Hansson - Ann Heberlein - Ingemar Hedenius | - Axel Hägerström - Martin Hägglund - Hans Larsson - Tage Lindbom - Hans Ruin - Hans Ruin den yngre - Emanuel Swedenborg - Torbjörn Tännsjö |